# Feistritz am Wechsel
Feistritz am Wechsel – gmina w Austrii, w kraju związkowym Dolna Austria, w powiecie Neunkirchen. Liczy 1 050 mieszkańców (1 stycznia 2014).

## Zamek Feistritz
Na terenie gminy znajduje się zamek, który powstał prawdopodobnie w połowie XII w. i należał do łańcucha fortyfikacji obronnych, które miały utrudnić wtargnięcie na teren Austrii od wschodu. Niewiele wiadomo o pierwszych właścicielach, w 1366 r. był nim niejaki Nyclo. Na początku XV w. feudalnym właścicielem był Hertnit von Pottendorf, jednak nie siedział tu powierzając zarząd administratorom. Kiedy w 1488 r. zmarł ostatni męski przedstawiciel tej rodziny, zamek poprzez małżeństwo przeszedł w ręce Christiana IV Zinzendorfa. W 1537 r. stał się własnością Christopha Rabenschüssela (Rambschüssl) von Schönegg, który sprzedał go już w 1547 r. Wilhelmowi von Rottal. Od 1556 r. służył za schronienie okolicznej ludności podczas wojen z Turkami i Kurucami. Ostatnim jego posiadaczem z rodu Rottal był nieletni Hans Ehrenreich. W 1682 r., jego matka sprzedała mocno zadłużoną posiadłość Carlowi Freiherrowi von Pergenowi. Zamek w 1683 r. znowu oparł się nawale tureckiej. Dwa lata później został znacznie przebudowany przez Pergena. W 1766 r. w drodze małżeństwa przeszedł w ręce hrabiego Johana Baptistę von Mitrowskiego. W 1802 r. jego właścicielem był Wenzel Josef Jähnl. Trzynaście lat później nabył go przemysłowiec, późniejszy baron Josef von Dietrich, który dokonał kolejnej przebudowy zamku i otaczającego go parku w duchu romantyzmu. Na poddaszu stworzył scenę teatralną  zaprojektowaną przez architekta Josepha Kornhäusela. Umieścił tu również swą kolekcję uzbrojenia nabytą w Norymberdze oraz szereg różnorodnych dzieł sztuki. Po jego śmierci zamek wraz z innymi dobrami odziedziczył jego jedyny wnuk, książę Józef Maria Sułkowski. Do jego pełnoletniości (1870) majątkiem zarządzał ojciec, Ludwik Sułkowski – VI książę bielski. Młody Sułkowski utracił kontrolę nad majątkiem za sprawą drugiej żony, sopranistki Idy Jäger, która w 1883 r. doprowadziła podstępem do ubezwłasnowolnienia małżonka i odosobnienia go w zakładzie psychiatrycznym Döbling pod Wiedniem. Książę, po ucieczce z zakładu (1889), próbował doprowadzić do unieważnienia związku, jednak doszło jedynie do separacji i podziału majątku. Prawo użytkowania zamku w Feistritz przyznano sądownie książęcej małżonce i ich córce, Idzie Róży. Wtedy też doszło do pierwszych wysprzedaży zamkowej kolekcji w czym pomagał księżnej hrabia Hans Wilczek. Po 1899 r. Ida doprowadziła do ponownego ubezwłasnowolnienia księcia i wyprowadziła się do rodzinnego Bonn zostawiając zamek córce. Zmarła w 1916 r., a cztery lata później zmarł również książę Józef Maria Sułkowski, który został pochowany w kaplicy na cmentarzu w Feistritz. Córka szybko zbankrutowała i zamek wraz z wyposażeniem nabył bankier Maximilian Mautner, który w roku 1923 i 1924 doprowadził do dalszej wysprzedaży pozostałości po wielkiej kolekcji Dietricha i Sułkowskich. Obiekty zostały wystawione na sprzedaż podczas kilku aukcji w Dorotheum. Nowy właściciel zamku dokonał kolejnej jego przebudowy wyposażając wnętrza w rozmaite, architektoniczne zabytki z kamienia i drewna. W 1938 r. zmuszony do emigracji udał się do Stanów Zjednoczonych, a zamek został objęty tymczasową administracją. Kolejnymi jego właścicielami zostali Ernst Mahla i Reinhard Thurnwald. W 1945 r. zamek został uchroniony przed zniszczeniem przez sowieckich żołnierzy i służył jako wojskowe kasyno. Do 1955 r. zostawał pod zarządem władz rosyjskiej strefy okupacyjnej, a następnie wrócił do poprzednich właścicieli. W 1965 r. nabył go austriacki przemysłowiec Henry Reichhold, który doprowadził do kolejnej renowacji obiektu i ponownie wyposażył go w zabytki sztuki i rzemiosła. Teraz był on miejscem wypoczynku dla dyrektorów jego firmy chemicznej. W zamku do dzisiaj zamieszkuje rodzina Reichhold, która organizuje tu seminaria naukowe, kursy, koncerty i festiwale muzyczne.

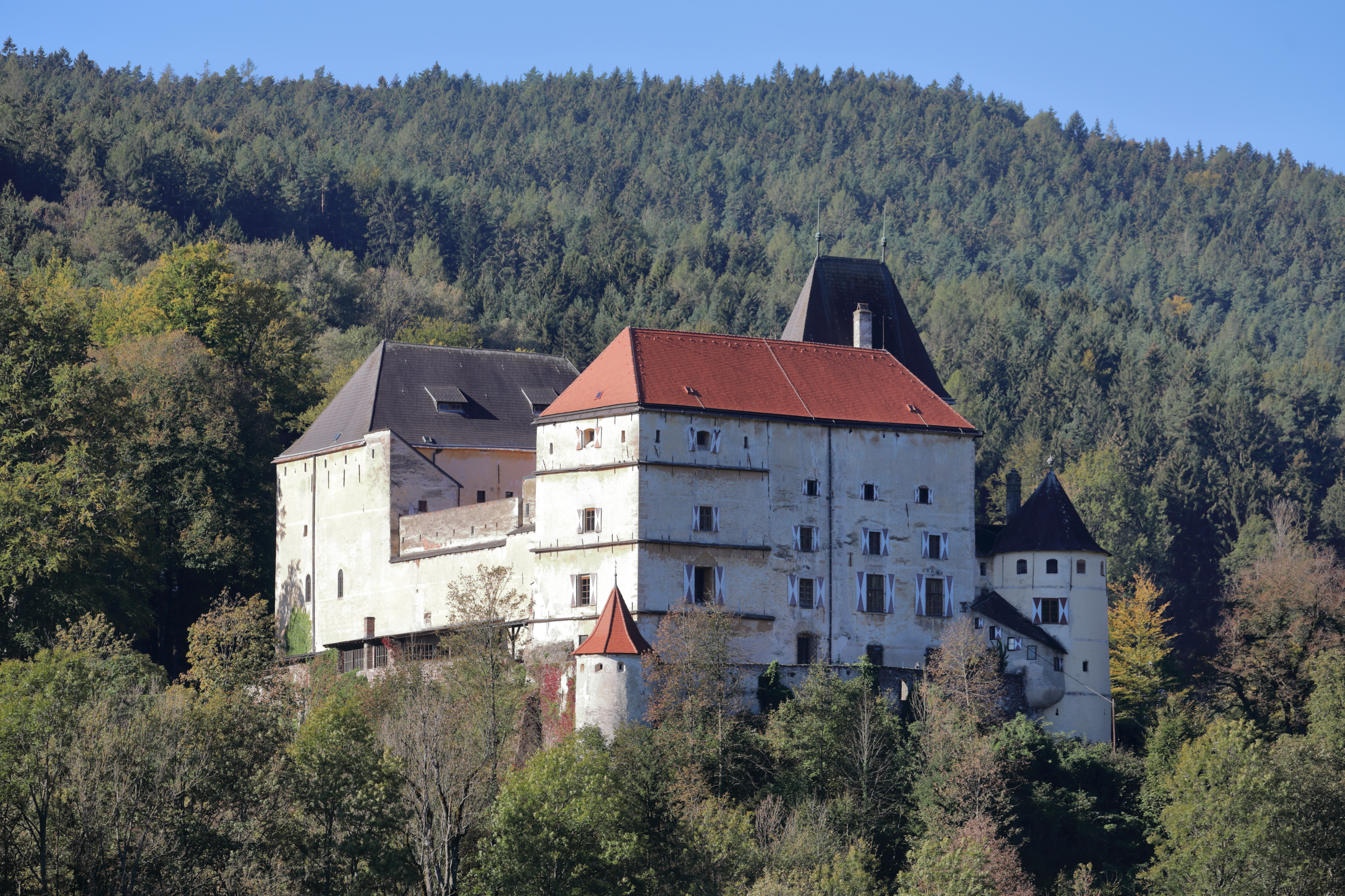
Zamek Feistritz
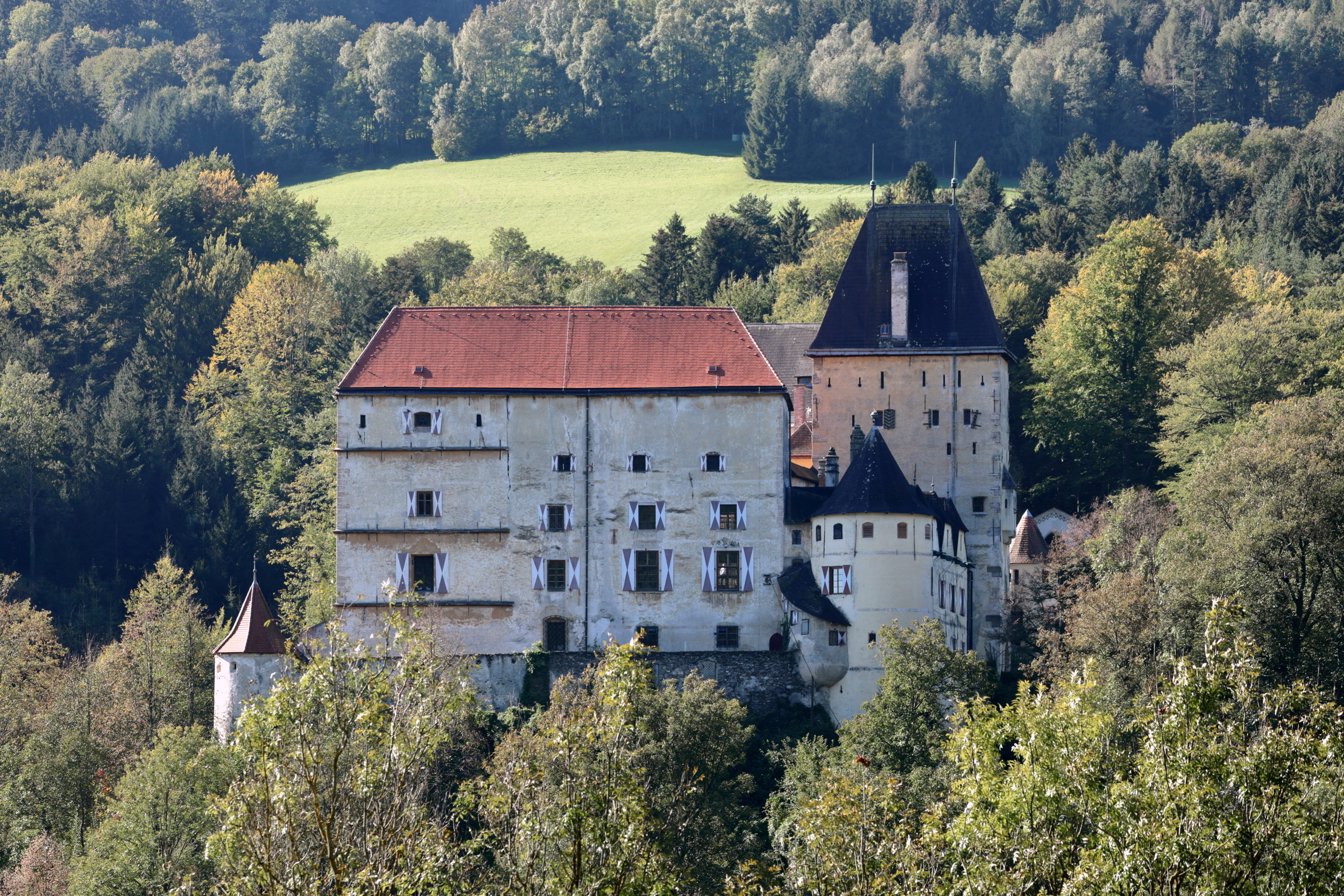
Zamek Feistritz
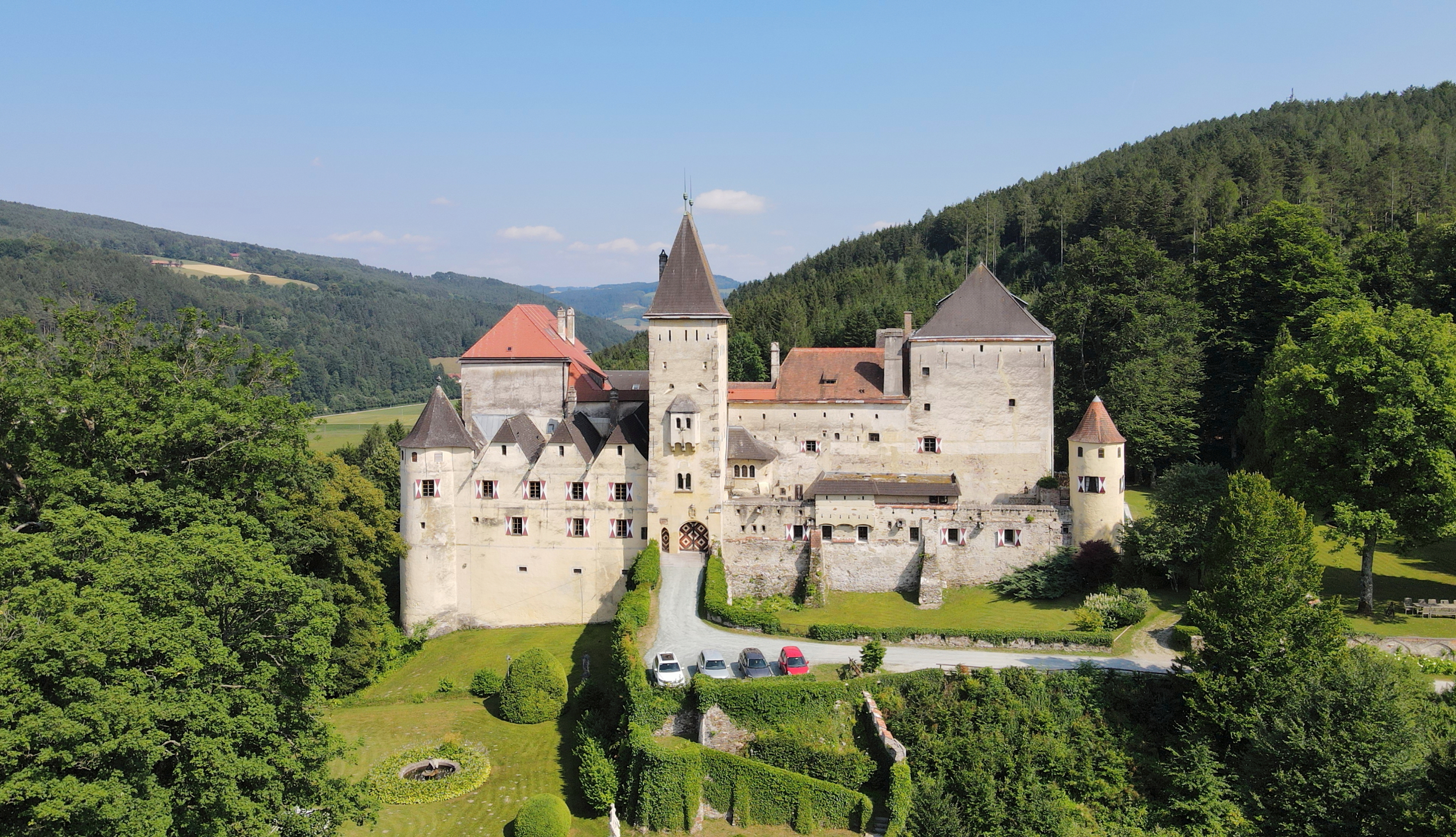
Zamek Feistritz
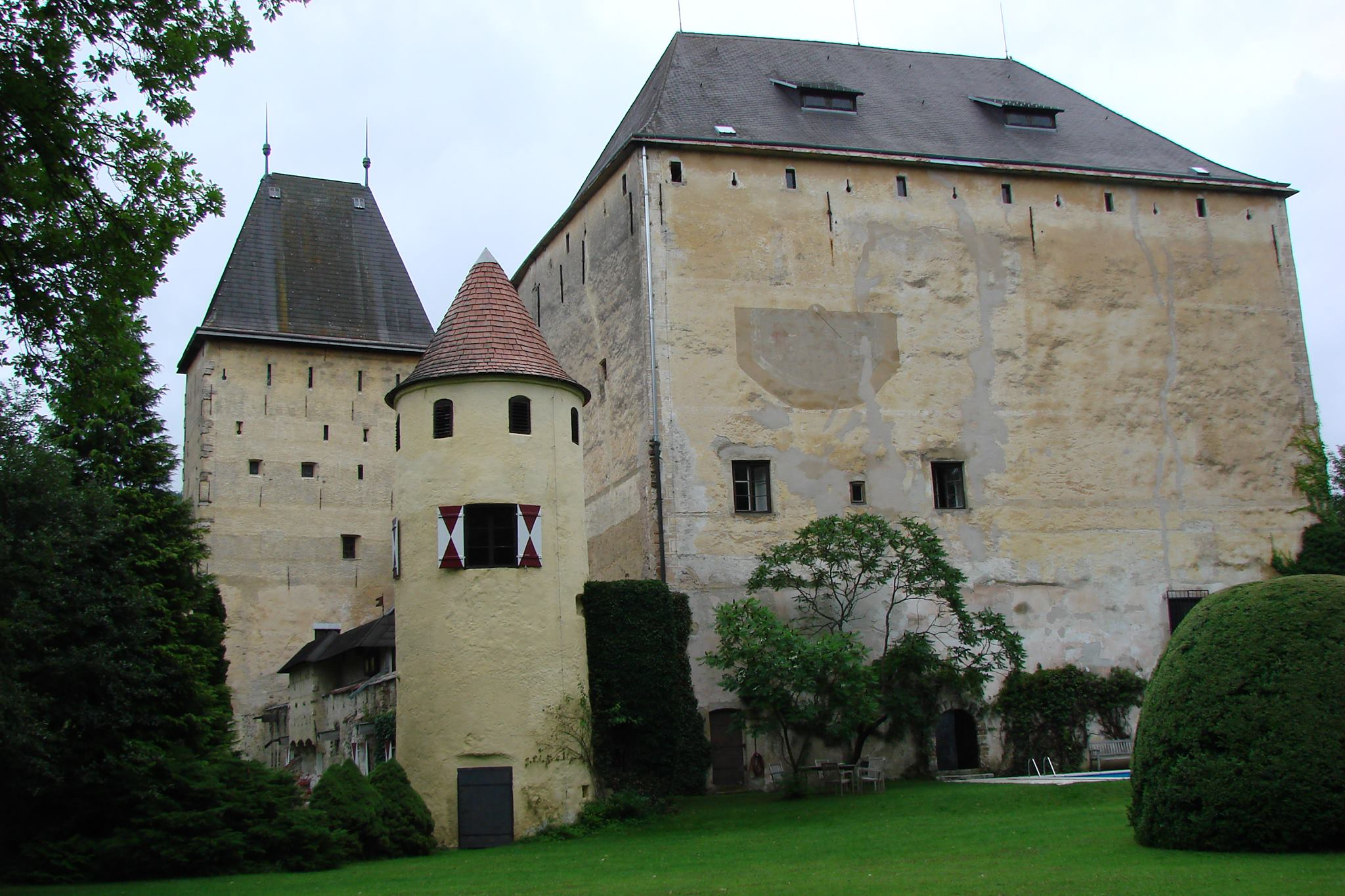
Zamek Feistritz
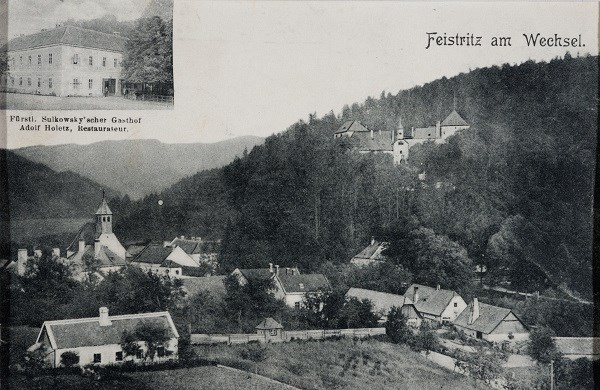
Feistritz am Wechsel z zamkiem ok. 1910